# Елмалъ (вилает Родосто)
Елмалъ (на турски: Elmalı) е село в Източна Тракия, Турция, Вилает Родосто.

## География
Селото се намира на 25 километра южно от Малгара.

## История
В XIX век Елмалъ е гръцко село в Малгарска кааза в Одринския вилает на Османската империя. Според „Етнография на вилаетите Адрианопол, Монастир и Салоника“, издадена в Константинопол в 1878 година и отразяваща статистиката на населението от 1873 година, Елмали (Elmali) има 150 домакинства и 700 жители гърци.